# Église de Tuohikotti
L'église de Tuohikotti (en finnois : Tuohikotin kirkko) est une église en bois construite dans le village de Tuohikotti à Valkeala dans la commune de Kouvola en Finlande.

## Description
Le bâtiment a été financé grâce aux dons de l'association locale de la salle de prière et au soutien de la paroisse et a été inauguré le 24 octobre 1926.
La nef de l'église peut accueillir 200 personnes.
L'église possède à la fois un orgue et un piano électrique. Il n'y a pas d'appareils de reproduction sonore dans l'église.
L'orgue à 7 jeux de l'église a été fabriqué par la fabrique d'orgues de Kangasala en 1960.
Le retable représentant Jésus au Jardin des Oliviers a été peint par le député Arvi Malmivaara.
Les objets de culte, les textiles et les cloches de l'église ont été donnés par des associations de couture.
Un pasteur a résidé dans l'église de 1945 à 1975, l'aile de l'appartement du prêtre a depuis été transformée en salle de réunion pouvant recevoir 50 personnes. 
L'église a été réparée au XXIe siècle, principalement par les habitants du village.